# Пенсбери Вилиџ (Пенсилванија)
Пенсбери Вилиџ (енгл. Pennsbury Village) град је у америчкој савезној држави Пенсилванија.

## Демографија
По попису из 2010. године број становника је 661, што је 77 (-10,4%) становника мање него 2000. године.
| Група             | 2000.       | 2010.       |
| Белци             | 706 (95,7%) | 634 (95,9%) |
| Афроамериканци    | 12 (1,6%)   | 10 (1,5%)   |
| Азијати           | 6 (0,8%)    | 4 (0,6%)    |
| Хиспаноамериканци | 6 (0,8%)    | 8 (1,2%)    |
| Укупно            | 738         | 661         |